# Bendix Passig

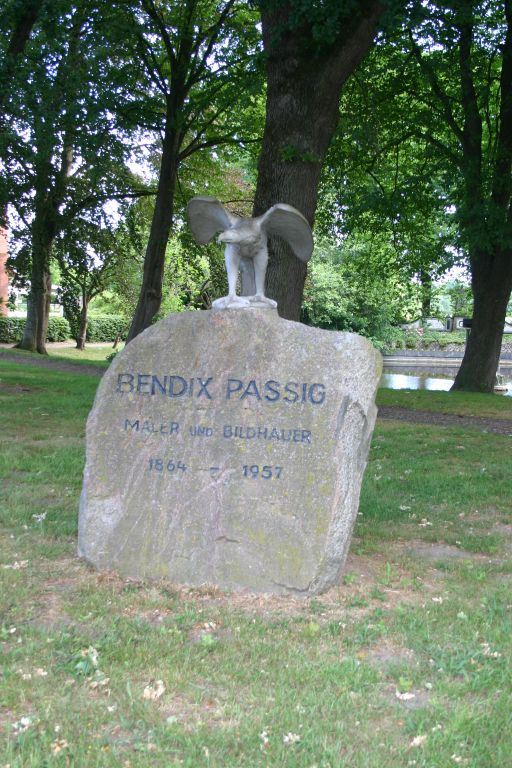
Denkmal mit Adler von Bendix Passig im Park von Osterstedt

Bendix Passig (* 5. Februar 1864 in Osterstedt, Schleswig-Holstein; † 19. Oktober 1957 ebenda) war ein deutscher Maler und Bildhauer.

## Leben
Passig wurde auf dem Sandscharn in Osterstedt geboren. Nach der Schulzeit war er auf dem Hof Ostermühlen in der Landwirtschaft tätig. Seine zeichnerische Begabung veranlasste die Eltern, ihn das Malerhandwerk erlernen zu lassen. Nach der Lehre in Kiel studierte er von 1883 bis 1885 an der Kunstakademie Düsseldorf. Danach ging er nach Berlin und setzte sein Studium von 1886 bis 1888 an der dortigen Kunstakademie fort.
Nach dem Studium machte er sich als freischaffender Künstler selbstständig und eröffnete in Berlin ein Atelier. Seine Hauptthemen waren Landschaften, besonders die Heide mit Tierdarstellungen, und Blumenstillleben. Weiter widmete er sich der Porträtmalerei. Andere Themen waren mythologischen und christlichen Bereichen entnommen. 1899 unternahm er eine Reise in die Schweiz und nach Italien, um seine künstlerischen Vorstellungen zu vertiefen. Danach kehrte Passig auf den Sandscharn nach Osterstedt zurück. Obwohl sich Passig auch stark mit der Astronomie und der Pflege und Aufzucht von Pferden beschäftigte, war die Malerei sein Haupttätigkeitsfeld.

## Besonderes
Am 27. Oktober 2019 wurde eine Folge der Sendung Lieb & Teuer des NDR ausgestrahlt, die von Janin Ullmann moderiert und im Schloss Reinbek gedreht wurde. Darin wurde mit der Gemäldeexpertin Beate Rhenisch ein Ölgemälde Passigs besprochen, das die Haaler Au zeigt.

## Ausstellung
- September 2011 – Werkschau in Osterstedt[2]